# Barmainville
Barmainville is een plaats en voormalige gemeente in het Franse departement Eure-et-Loir in de regio Centre-Val de Loire en telde op 1 januari 2022 94 inwoners. De plaats maakt deel uit van het arrondissement Chartres.

## Geschiedenis
Barmainville is op 1 januari 2025 gefuseerd met de gemeenten Neuvy-en-Beauce en Rouvray-Saint-Denis tot de gemeente Neuville Saint Denis.

## Geografie
De oppervlakte van Barmainville bedraagt 6,4 km², de bevolkingsdichtheid is 18,9 inwoners per km².

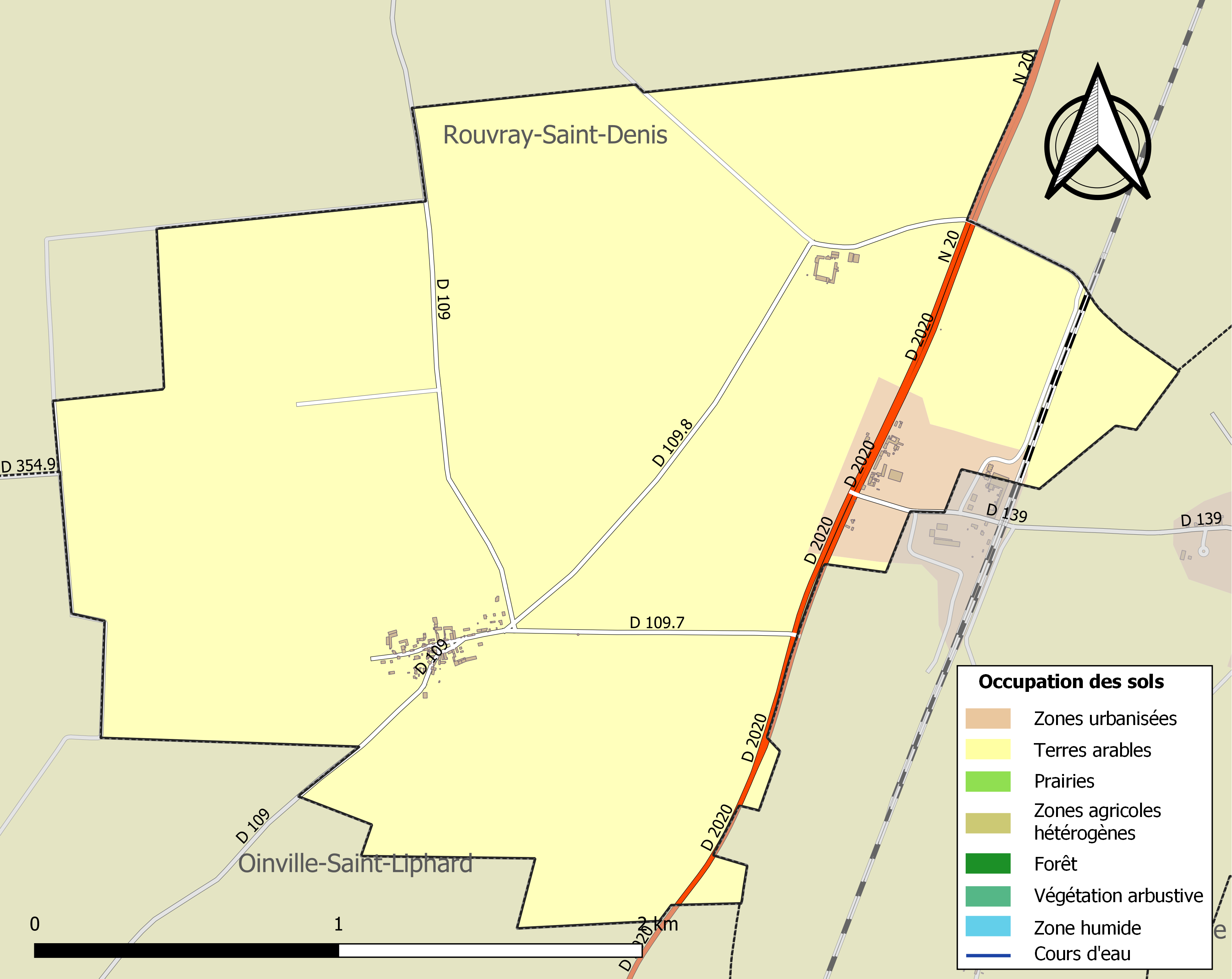
Kaart van de gemeente met de belangrijkste infrastructuur, bodemgebruik en omliggende gemeenten

## Demografie
Onderstaande figuur toont het verloop van het inwonertal (bron: INSEE-tellingen).